# الاکولامادا
الاکولامادا (به لاتین: Alakolamada) یک منطقهٔ مسکونی در سری‌لانکا است که در استان مرکزی (سری‌لانکا) واقع شده‌است.